# Scott Beattie
Scott Beattie (* 16. Mai 1968 in Kimberley, British Columbia) ist ein italo-kanadischer Eishockeytrainer und ehemaliger Eishockeyspieler. Er war zuletzt Cheftrainer der SCL Tigers in der Schweizer National League A (NLA).

## Spielerkarriere
Beattie spielte im Juniorenbereich für die Melville Millionaires, ehe er zwischen 1989 und 1992 an der Northern Michigan University studierte und spielte. 1991 gewann er mit den „Wildcats“ die Meisterschaft in der Collegeliga NCAA Division 1 und wurde in der Western Collegiate Hockey Association zum Spieler des Jahres gekürt.
Seine erste Saison als Profispieler (1992/93) verbrachte er beim Südtiroler Verein HC Bozen in der Serie A. Für den Klub spielte Beattie mehrmals im Laufe seiner Laufbahn und gewann dabei 1996 und 1997 jeweils den italienischen Meistertitel. Mit den HC Milano Vipers gewann er in den Jahren 2002, 2003 und 2004 drei weitere Meisterschaften.
Beattie spielte darüber hinaus in der Schweiz für die ZSC Lions (97/98) in der National League A (NLA) sowie in der NLB für HC Thurgau (98/99) und Genève-Servette HC (1999 bis 2001). In der Saison 96/97 stand er beim damaligen deutschen Erstligisten Starbulls Rosenheim unter Vertrag.
Der gebürtige Kanadier erhielt im Laufe seiner Karriere die italienische Staatsbürgerschaft verliehen und nahm mit der Nationalmannschaft Italiens an den A-Weltmeisterschaften 1996 und 2001 teil.

## Trainerkarriere
Nach dem Ende seiner Spielerlaufbahn kehrte Beattie nach British Columbia zurück und fungierte in seiner Geburtsstadt ab 2005 drei Jahre lang bei den Kimberley Dynamiters (Kootenay International Hockey League) als Cheftrainer und Manager in Personalunion. Er wechselte 2008 in the Western Hockey League und arbeitete bis 2010 als Co-Trainer von Kootenay Ice sowie zwischen 2010 und 2012 als Assistenztrainer bei den Tri-City Americans.
Zur Saison 2012/13 übernahm Beattie, mit einem Zweijahresvertrag ausgestattet, das Amt des Cheftrainers beim EHC Olten in der zweiten Schweizer Division, National League B (NLB). Im November 2012 – der EHC lag zu der Zeit an der Spitze der NLB-Tabelle – wurde sein Kontrakt vorzeitig bis 2018 verlängert. Beattie führte die Mannschaft in seiner ersten Saison ins Finale der NLB-Playoffs, in der Folgespielzeit 14/15 stand man am Ende der Hauptrunde auf dem ersten Tabellenrang, schied aber in der ersten Playoffrunde aus. Im November 2014 wurde Beattie nach fünf Niederlagen am Stück in Olten beurlaubt, die Mannschaft lag zu dem Zeitpunkt auf dem sechsten Platz.
Am 28. Dezember 2015 nahm der EHC Visp (NLB) Beattie als Cheftrainer unter Vertrag, am 14. März 2016 wechselte er zu den SCL Tigers in die National League A und unterschrieb dort einen Kontrakt bis zum Ende der Saison, der im April 2016 verlängert wurde. Anfang Oktober 2016 wurde er vom SCL von seinen Aufgaben als Cheftrainer entbunden, nachdem unter seiner Leitung zum Saisonstart in zehn Spielen nur ein Sieg gelungen war und die Tiger auf dem letzten Tabellenplatz rangierten.

## Erfolge und Auszeichnungen
| - 1990 WCHA Rookie of the Year - 1991 NCAA Championship All-Tournament Team - 1991 NCAA Championship Tournament MVP - 1991 NCAA Championship-Sieger mit der Northern Michigan University - 1991 WCHA-Meister mit der Northern Michigan University - 1991 WCHA First All-Star Team - 1991 WCHA Player of the Year - 1991 NCAA West First All-American Team - 1992 WCHA-Meister mit der Northern Michigan University | - 1994 Alpenliga-Gewinn mit dem HC Bozen - 1996 Italienischer Meister mit dem HC Bozen - 1997 Italienischer Meister mit dem HC Bozen - 2001 Supercoppa-Italiana-Gewinn mit dem HC Milano Vipers - 2002 Italienischer Meister mit dem HC Milano Vipers - 2002 Supercoppa-Italiana-Gewinn mit dem HC Milano Vipers - 2003 Coppa-Italia-Gewinn mit dem HC Milano Vipers - 2003 Italienischer Meister mit dem HC Milano Vipers - 2004 Italienischer Meister mit dem HC Milano Vipers |

### International
- 2000 Aufstieg in die A-Gruppe bei der B-WM